# Finmarchinella finmarchica
Finmarchinella finmarchica är en kräftdjursart som först beskrevs av Georg Ossian Sars 1866.  Finmarchinella finmarchica ingår i släktet Finmarchinella och familjen Hemicytheridae. Inga underarter finns listade i Catalogue of Life.